# Kōhei Uchimura
Kōhei Uchimura (内村航平?, Uchimura Kōhei; Kitakyūshū, 3 gennaio 1989) è un ex ginnasta giapponese, vincitore di sette medaglie olimpiche e diciannove medaglie mondiali.
È il primo e attualmente unico ad aver vinto tutti i concorsi individuali di due cicli olimpici (Londra 2009, Rotterdam 2010, Tokyo 2011, Londra 2012 e Anversa 2013, Nanning 2014, Glasgow 2015, Rio de Janeiro 2016). Nella sua carriera ha vinto due titoli olimpici consecutivi (Londra 2012 e Rio de Janeiro 2016) e sei titoli mondiali consecutivi (Londra 2009, Rotterdam 2010, Tokyo 2011, Anversa 2013, Nanning 2014, Glasgow 2015) e, proprio per questo motivo, è considerato il miglior ginnasta di tutti i tempi.

## Infanzia e inizio carriera
Inizia a praticare la ginnastica artistica all'età di 3 anni presso la palestra di Kazuhisa e Shuko Uchimura, suoi genitori nonché ginnasti. A 15 anni si trasferisce a Tokyo, dove viene allenato dal campione olimpico di Atene 2004, Naoya Tsukahara.
La sua prima competizione internazionale risale al 2005 con la International Junior Competition tenutasi in Giappone, dove gareggia in maniera non ufficiale.

## Carriera senior
Kohei entra a far parte della squadra nazionale nel 2007, debuttando ufficialmente alla Coppa del Mondo di Parigi. Qui vince la medaglia di bronzo al volteggio e arriva nono al corpo libero. Alle Universiadi di Bangkok dello stesso anno vince la medaglia d'oro con la squadra giapponese e al corpo libero, arriva terzo al volteggio.
In ottobre, durante i Campionati Nazionali, arriva settimo nel concorso generale individuale. Il mese successivo si piazza al settimo posto nel concorso individuale e vince l'argento con la nazionale giapponese ai Good Luck Beijing, un test-incontro prima dei Giochi Olimpici del 2008.

### 2008: Olimpiadi di  Pechino
Inizia la stagione vincendo un oro al corpo libero alla Coppa del Mondo di Tianjin.
Grazie agli eccellenti risultati ottenuti, viene selezionato per partecipare ai Giochi Olimpici di Pechino come membro della nazionale giapponese. Nella finale a squadre compete al corpo libero, al volteggio, alle parallele simmetriche e alla sbarra, vincendo la medaglia d'argento con un complessivo di 278.875 punti. Inoltre si qualifica nella finale al corpo libero, dove arriva quinto, e nel concorso individuale, dove vince un altro argento. Dopo 24 anni, il Giappone torna a vincere una medaglia olimpica individuale.
Ai Campionati Giapponesi, a soli diciannove anni, vince il titolo nazionale al corpo libero, al cavallo con maniglie e nel concorso individuale.

### 2009: primo titolo mondiale
Compete per la prima volta ai Campionati Mondiali, tenutisi a Londra dal 12 al 18 ottobre. Si qualifica al primo posto nel concorso individuale e al corpo libero, settimo alla sbarra. Vince la medaglia d'oro nel concorso individuale, superando di 2.575 il secondo classificato Daniel Keatings e ottenendo i punteggi più alti al corpo libero, agli anelli, al volteggio e alla sbarra. Nelle finali di specialità arriva quarto al corpo libero e sesto alla sbarra.
Conquista inoltre la sua prima copertina sull'International Gymnastics Magazine, intitolata "Uchimura Rules".

### 2010: Campionati Mondiali di Rotterdam
Ai Campionati del Mondo, come fu per l'anno precedente, domina sia durante la fase di qualificazione che durante il concorso individuale, vincendo il secondo titolo staccando di 2.251 il tedesco Philipp Boy. Durante questa finale ottiene il punteggio più alto al corpo libero ed esegue un perfetto Yurchenko con 2.5 avvitamenti. Contribuisce al secondo posto del Giappone nel concorso a squadre, arriva secondo al corpo libero e terzo alle parallele simmetriche.

### 2011: Campionati Mondiali di Tokyo e il premio eleganza
Il 14 ottobre 2011, giocando in casa, Kohei Uchimura vince il terzo titolo individuale consecutivo. Con un punteggio di 93.631, vince il concorso staccando il secondo classificato di ben 3.101 punti, più o meno lo stesso margine che separa il secondo classificato dal quattordicesimo. Kohei è il primo ginnasta maschio ad aver vinto tre concorsi individuali e il primo ginnasta in generale ad averne vinti tre consecutivi. Ottiene inoltre il punteggio più alto in quattro attrezzi su sei: corpo libero, anelli, parallele simmetriche e cavallo con maniglie.
Durante la prima giornata di gara, inoltre, si qualifica per cinque finali (tutte eccetto quella al volteggio). Vince il suo primo titolo mondiale al corpo libero, arriva secondo nel concorso a squadre e terzo alla sbarra. Insieme alla rumena Ana Porgras, viene premiato come "ginnasta più elegante" della competizione, vincendo un trofeo, un orologio Longines e 5000$. Uchimura colleziona orologi, per questo motivo è stato molto felice di aver vinto il premio.
Ai Campionati Nazionali vince quattro medaglie d'oro: nel concorso individuale, al corpo libero, al cavallo con maniglie e alla sbarra.

### 2012: primo titolo olimpico
Il 28 luglio, con la giornata di qualificazione maschile, inizia la sua seconda avventura olimpica. Compete in tutti e sei gli attrezzi e contribuisce a far qualificare la squadra giapponese al quinto posto, con un complessivo di 270.503. Individualmente, a causa di diversi errori al cavallo con maniglie e agli anelli, si qualifica per il concorso individuale al nono posto. Inoltre, si qualifica col secondo punteggio al corpo libero e col quinto alla sbarra.
Il 30 luglio compete di nuovo su tutti gli attrezzi per la finale a squadre. Ottiene degli altissimi punteggi, 15.700 al corpo libero, 15.133 agli anelli, 15.900 al volteggio, 15.416 alle parallele pari e 15.733 alla sbarra, ma commette un grave errore durante l'uscita al cavallo con maniglie. In questo modo, il Giappone termina la gara al quarto posto, a pochi centesimi dalla terza classificata. Dopo il ricorso da parte di un allenatore, i giudici cambiano il punteggio: da 13.466 a 14.166, in quanto la verticale non era da considerarsi completamente mancante, ma era da riconoscere almeno in parte. Con 271.952 la squadra nipponica termina così al secondo posto, dietro solo alla Cina.
Domina la finale del concorso individuale e vince la medaglia d'oro con 92.690 punti. Vince inoltre l'argento al corpo libero con 15.800 punti.

### 2013: Campionati Mondiali di Anversa
Durante le qualificazioni dei Campionati Mondiali, ottiene il punteggio più alto nel concorso individuale (91.924), staccando di 2.392 punti il secondo classificato. Si qualifica per la finale al corpo libero (15.333), alle parallele simmetriche (15.400) e alla sbarra (15.658). È una delle tre riserve al cavallo con maniglie.
Con 91.990 punti, vince il quarto titolo all-around consecutivo. Arriva terzo al corpo libero (15.500) e alla sbarra (15.633), vince il suo primo titolo mondiale alle parallele simmetriche.

### 2014: quinto titolo individuale consecutivo
Il 9 ottobre 2014, Kohei vince il quinto titolo all-around consecutivo, con un complessivo di 91.965 punti. Vince anche due medaglie d'argento: una con la squadra e una alla sbarra. Viene premiato, per il terzo anno, come "ginnasta più elegante" della competizione.

### 2016: secondo titolo olimpico
Nell'agosto 2016 partecipa ai Giochi Olimpici di Rio de Janeiro, dove ottiene insieme ai connazionali Ryohei Kato, Kenzō Shirai, Yūsuke Tanaka e Koji Yamamuro la medaglia d'oro nel concorso a squadre davanti a Russia e Cina.

Il 10 agosto durante il concorso individuale bissa il successo ottenuto a Londra nel 2012 conquistando con 92.365 punti il secondo oro olimpico consecutivo, battendo l'ucraino Oleh Vernjajev e il britannico Max Whitlock.

### 2017: l'infortunio e la fine della striscia vincente
Ai Campionati mondiali di ginnastica artistica 2017 a Montreal, la sua serie di successi nel concorso individuale iniziata nel 2009 e protratta per due interi cicli olimpici si conclude inaspettatamente nel momento in cui si infortuna alla caviglia durante l'atterraggio del volteggio nella fase di qualificazione ed è costretto al ritiro.

### 2018 e 2019: le ultime medaglie
Tra il 25 ottobre e il 3 novembre, Uchimura ha gareggiato ai Campionati mondiali di ginnastica artistica 2018 a Doha, ma con un programma ridotto. Durante la finale dell'evento a squadre aiuta la squadra giapponese ad assicurarsi la medaglia di bronzo dietro alla Cina e alla Russia, contribuendo con i punteggi in quattro attrezzi: cavallo con maniglie (14.133), anelli (14.200), parallele (14.500) e sbarra (14.400). Uchimura si qualifica per la finale della gara individuale nella sbarra, gara nella quale vince l'argento con un punteggio di 14.800 dietro al campione olimpico del 2012, l'olandese Epke Zonderland, che ottiene 15.100 punti.
Nel 2019 Uchimura non gareggia in nessuna competizione significativa a causa di alcuni infortuni.

### 2020 e 2021: l'ultima partecipazione olimpica
All'età di 32 anni Uchimura si qualifica per i Giochi olimpici del 2020 a Tokyo, in Giappone, la sua quarta partecipazione olimpica, come specialista alla sbarra. In precedenza aveva affermato di poter ancora dare il suo contributo alla squadra giapponese, anche se forse non con il tipo di requisiti fisici estenuanti necessari per un concorso individuale.
Alle Olimpiadi Uchimura manca la qualificazione alla finale della sbarra a causa di un errore nelle qualificazioni che lo relega in ventesima posizione. Le medaglie d'oro nella finale individuale e in quella alla sbarra vengono vinte dal connazionale Daiki Hashimoto (il ginnasta di maggior successo a questi Giochi), che a 19 anni, 11 mesi e 21 giorni diventa il secondo ginnasta più giovane del Giappone a vincere una medaglia d'oro (l'unico più giovane di lui, di soli sei giorni, è stato Kenzō Shirai ai Giochi estivi del 2016), nonché il più giovane ginnasta a vincere la medaglia d'oro individuale e alla sbarra nella storia delle Olimpiadi.
Dal 18 al 24 ottobre 2021, gareggiando in casa a Kitakyushu, in Giappone, Uchimura partecipa al campionato mondiale di ginnastica artistica come specialista della sbarra. Il quinto posto con un punteggio di 14.300 punti lo qualifica per la finale, che conclude al sesto posto con un punteggio di 14.600. Questa è la sua ultima competizione.

### La fine della carriera e l'attività post agonistica
Il 10 gennaio 2022, Uchimura ha annunciato ufficialmente il ritiro dalle competizioni di ginnastica. Era stato tormentato da vari problemi fisici sin dal ritiro dai Campionati del mondo 2017 a causa di un infortunio alla caviglia riportato dopo un brutto atterraggio al volteggio durante i turni di qualificazione della competizione individuale maschile. Anche se nessun movimento della ginnastica ha preso il suo nome, Uchimura è stato capace di padroneggiare alcuni degli elementi più difficili, come il Bretschneider con valore H (0,8), o il doppio avvitamento Kovac alla sbarra nel 2015.
Nel gennaio del 2023 Uchimura è entrato a far parte della dirigenza dell'Associazione di Ginnastica del Giappone.
Nei giorni 10, 11 e 12 marzo 2023 Uchimura ha partecipato come ospite speciale a Notte stellata, lo show ideato, prodotto e interpretato dal due volte campione olimpico di pattinaggio artistico Yuzuru Hanyu per ricordare il Terremoto e maremoto del Tōhoku del 2011. Uchimura ha interpretato insieme a Hanyu un programma su musiche di Vangelis, Conquest of Paradise, in cui per la prima volta un ginnasta e un pattinatore hanno affiancato elementi delle rispettive discipline.